# Île Chatham (Australie)
Pour les articles homonymes, voir île Chatham.
L'île Chatham se situe dans l'océan Indien et relève administrativement du comté de Manjimup de la région de Great Southern en Australie occidentale. L'île qui fait 106 hectares est située à environ 1,1 km au large du parc national d'Entrecasteaux et à 3 km de la plage Mandalay. Le site est classé réserve naturelle depuis 1973.
L'île s'appelait initialement Cap chatham, nom qui lui a été donné par George Vancouver au cours d'une mission exploratoire à bord du HMS Discovery en 1791. Elle a ensuite été renommé Île Chatham.